# Playa de la Romana
La playa de la Romana (platja Romana en valenciano) es una playa de arena del municipio de Alcalá de Chivert, en la provincia de Castellón (España).

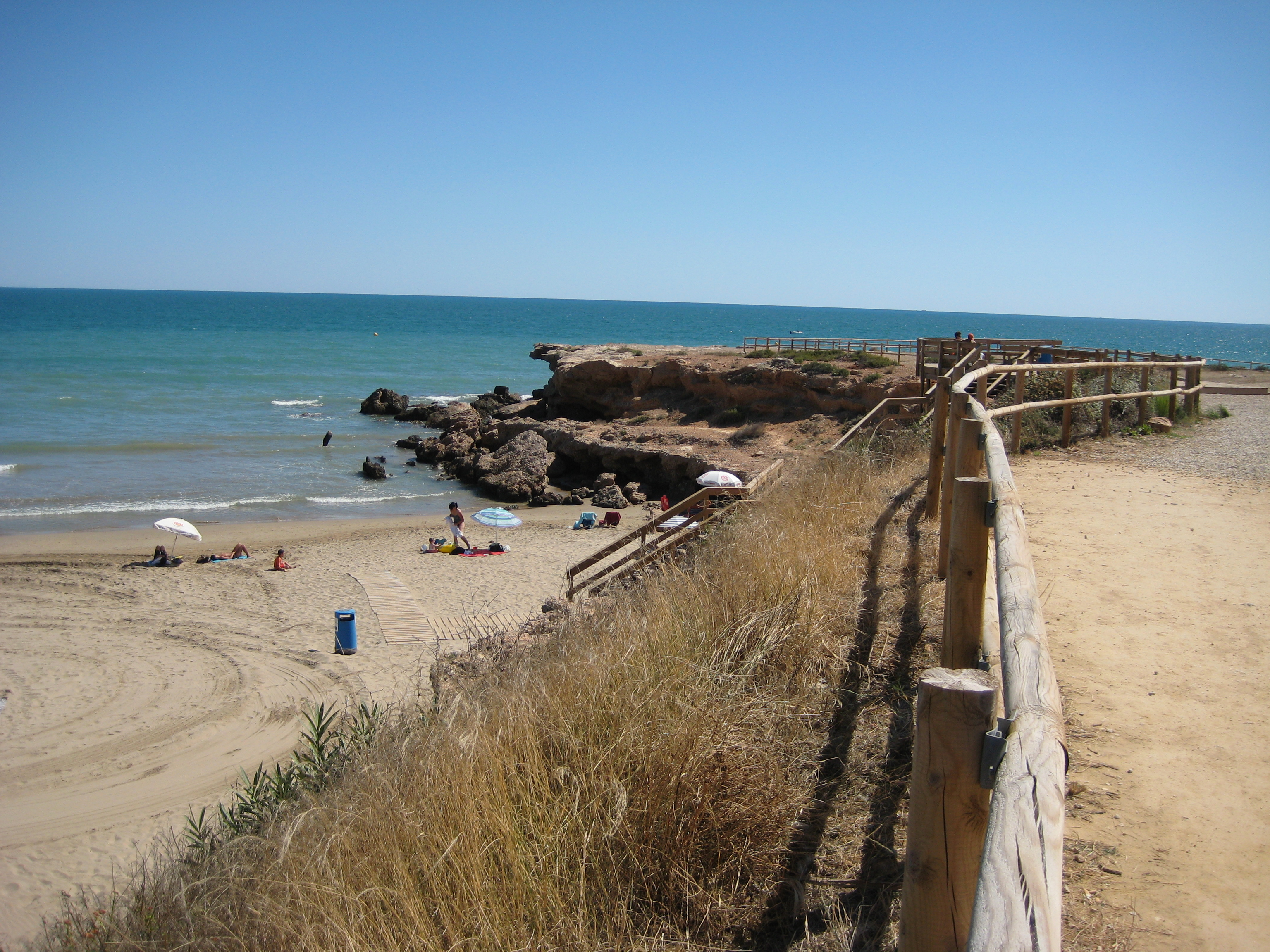
Roquedal de la Romana.

Está ubicada entre la Punta del Cargador o de Roquer Martí, una zona dunar de alto valor ecológico (que la separa de la playa del Cargador), y del roquedal de la Romana (que la separa de unas pequeñas calas y de la playa del Moro), en el que hay un mirador desde el que se divisa toda la playa. Tiene forma de media luna, con una longitud de casi medio kilómetro y una anchura media de 70 metros, con un máximo de casi 100 metros en la zona central. Se encuentra a un desnivel de dos metros respecto de la plataforma continental, y separada de esta por un terraplén natural con abundante vegetación. 
La playa está ubicada en el entorno urbano de Alcocéber, siendo accesible desde la calle. Cuenta también con paseo marítimo y aparcamiento delimitado. Es una playa con zona balizada para salida de embarcaciones.
Cuenta con el distintivo de Bandera Azul desde 1992, y con los certificados de calidad ambiental ISO 9001 e ISO 14001.  